# Soraya à Aubervilliers
Pour plus de détails, voir Fiche technique et Distribution.
Soraya à Aubervilliers est un documentaire  français réalisé en 2014 par Michèle Rosier et sorti en 2015.

## Synopsis
Le mariage de Soraya et Pascal a été célébré et filmé en 1978 à Aubervilliers (Souris, t'es heureux ce jour-là). Trente-six années se sont écoulées : la cinéaste montre comment le couple et leur ville ont évolué.

## Fiche technique
- Titre : Soraya à Aubervilliers
- Réalisation : Michèle Rosier
- Scénario : Michèle Rosier
- Photographie : Éric Tachin
- Son : Nicolas Waschkowski et Nicolas Mas
- Musique : Marc Marder
- Montage : Anne-Marie Savalli
- Production : Go-Films
- Pays d'origine :  France
- Durée : 57 minutes
- Date de sortie : France - 12 avril 2015 (diffusion à la télévision)